# Manuf al-Ulya
Manuf al-Ulya (àrab: منوف العليى, Manūf al-ʿUlyà; copte: ⲟⲛⲟⲩϥⲉ; grec antic: Όνοὕφις) fou una antiga ciutat d'Egipte, corresponent a la moderna Menuf o Menouf, a la governació de Menufeya.
Fou seu d'un bisbe sota els romans d'Orient i a la conquesta àrab fou convertida en capital d'una kura o districte. En temps dels fatimites la governaven un àmil (perceptor d'impostos) i un cadi. Sota el califa al-Mustànsir es van reagrupar diverses kures que van formar províncies i Manuf fou la capital de l'anomenada Manufiyya, amb el wali residint a la ciutat del qual depenia també la petita província d'Ibyar, al nord-oest. Sota els mamelucs fou donada en iqtà. L'antiga població va desaparèixer i van esdevenir ruïnes i se'n va formar una de nova, no gaire lluny. El 1826 va perdre el rang de capital de la mudiriyya d'al-Minufiyya (governació de Menufeya) que va passar a Shibin al-Kum (Shibin el-Kom), on resta. La nova Manuf és capital d'un màrkaz o districte.